# Lac Moglinoïe
Le Moglinoïe (en russe : Могильное) est un lac méromictique de l'oblast de Mourmansk, en Russie européenne.

## Géographie
Le lac se situe dans le sud-est de l'île de Kildine; dans le raïon de Kola de l'oblast de Mourmansk. Il est long de 562 mètres et large de 275 mètres.